# جین یو فری
جین یو فری (انگلیسی: Jinh Yu Frey؛ زادهٔ ۲۰ مهٔ ۱۹۸۵) ورزشکار هنرهای رزمی ترکیبی اهل ایالات متحده آمریکا است. وی از سال ۲۰۱۳ میلادی تاکنون مشغول فعالیت بوده‌است.